# Tetraponera
Sima
Genre
Synonymes
- Sima Roger 1863[1]

Le genre Tetraponera regroupe plusieurs espèces de fourmis vivant en forêt équatoriale en particulier au Gabon. Leur piqûres sont aussi douloureuses que celles des guêpes mais l'effet est moins long dans le temps.

## Description
Les Tetraponera colonisent des arbres creux du genre Barteria  notamment. La reine choisit une branche, y creuse un accès jusqu'à la cavité centrale. Elle s'y établit en ayant auparavant arraché ses ailes, pond et s'occupe de la première génération d'ouvrières.
Deux colonies de Tetraponara ne peuvent se supporter sur le même arbre. Souvent la plus grosse colonie exterminera la plus petite.

## Synonyme
Le genre a un synonyme : Sima Roger 1863.

## Liste des espèces
- Tetraponera aethiops Smith, 1877
- Tetraponera aitkenii (Forel, 1902)
- Tetraponera allaborans (Walker, 1859)
- Tetraponera ambigua (Emery, 1895)
- Tetraponera andrei (Mayr, 1895)
- Tetraponera angusta (Arnold, 1949)
- Tetraponera angustata (Mayr, 1868)
- Tetraponera anthracina (Santschi, 1910)
- Tetraponera arrogans (Santschi, 1911)
- Tetraponera atra Donisthorpe, 1949
- Tetraponera attenuata Smith, 1877
- Tetraponera bidentata (Karavaiev, 1933)
- Tetraponera bifoveolata (Mayr, 1895)
- Tetraponera binghami (Forel, 1902)
- Tetraponera birmana (Forel, 1902)
- Tetraponera braunsi (Forel, 1913)
- Tetraponera brevicornis (Emery, 1900)
- Tetraponera capensis (Smith, 1858)
- Tetraponera carbonaria (Smith, 1863)
- Tetraponera claveaui (Santschi, 1913)
- Tetraponera clypeata (Emery, 1886)
- Tetraponera demens (Santschi, 1911)
- Tetraponera dentifera (Karavaiev, 1933)
- Tetraponera diana (Santschi, 1911)
- Tetraponera difficilis (Emery, 1900)
- Tetraponera dilatata (Karavaiev, 1933)
- Tetraponera emacerata (Santschi, 1911)
- Tetraponera emeryi (Forel, 1911)
- Tetraponera encephala (Santschi, 1919)
- Tetraponera erythraea (Emery, 1895)
- Tetraponera exasciata (Forel, 1892)
- Tetraponera fictrix (Forel, 1897)
- Tetraponera flexuosa (Santschi, 1911)
- Tetraponera fulva (Viehmeyer, 1916)
- Tetraponera gerdae (Stitz, 1911)
- Tetraponera grandidieri (Forel, 1891)
- Tetraponera humerosa (Emery, 1900)
- Tetraponera hysterica (Forel, 1892)
- †Tetraponera klebsi (Wheeler, 1915)
- †Tetraponera lacrimarum (Wheeler, 1915)
- Tetraponera laeviceps (Smith, 1877)
- Tetraponera latifrons (Emery, 1912)
- Tetraponera ledouxi Terron, 1969
- Tetraponera lemoulti (Santschi, 1920)
- Tetraponera liengmei (Forel, 1894)
- Tetraponera maffini Donisthorpe, 1948
- Tetraponera mandibularis (Emery, 1895)
- Tetraponera mayri (Forel, 1901)
- Tetraponera microcarpa Wu et Wang, 1990
- Tetraponera minuta (Jerdon, 1851)
- Tetraponera mocquerysi (Andre, 1890)
- Tetraponera modesta (Smith, 1860)
- Tetraponera monardi (Santschi, 1937)
- Tetraponera morondaviensis (Forel, 1891)
- Tetraponera nasuta Bernard, 1953
- Tetraponera natalensis (Smith, 1858)
- Tetraponera nicobarensis (Forel, 1903)
- Tetraponera nigra (Jerdon, 1851)
- Tetraponera nitens (Stitz, 1925)
- Tetraponera nitida (Smith, 1860)
- †Tetraponera ocellata (Mayr, 1868)
- †Tetraponera oligocenica (Theobald, 1937)
- Tetraponera ophthalmica (Emery, 1912)
- Tetraponera penzigi (Mayr, 1904)
- Tetraponera perlonga Santschi, 1928
- Tetraponera petiolata Smith, 1877
- Tetraponera pilosa (Smith, 1858)
- Tetraponera platynota (Karavaiev, 1933)
- Tetraponera plicatidens (Santschi, 1926)
- Tetraponera poultoni Donisthorpe, 1931
- Tetraponera prelli (Forel, 1911)
- Tetraponera punctulata Smith, 1877
- Tetraponera rakotonis (Forel, 1891)
- Tetraponera rufipes (Jerdon, 1851)
- Tetraponera rufonigra (Jerdon, 1851)
- Tetraponera sahlbergii (Forel, 1887)
- Tetraponera schulthessi (Santschi, 1915)
- Tetraponera scotti Donisthorpe, 1931
- Tetraponera siggi (Forel, 1902)
- †Tetraponera simplex (Mayr, 1868)
- Tetraponera stipitum (Forel, 1912)
- Tetraponera tessmanni (Stitz, 1910)
- Tetraponera thagatensis (Forel, 1902)
- Tetraponera triangularis (Stitz, 1910)
- Tetraponera zavattarii (Menozzi, 1939)

### Espèces fossiles
Selon Paleobiology Database, en 2022, le nombre des espèces fossile est de sept :
- †Tetraponera europaea Dlussky 2009
- †Tetraponera groehni Dlussky 2009
- †Tetraponera klebsi Wheeler 1915
- †Tetraponera lacrimarum Wheeler 1915
- †Tetraponera ocellata Mayr, 1868
- †Tetraponera oligocenica Theobald, 1937
- †Tetraponera simplex Mayr, 1868[1]

## Galerie

Quelques espèces vivantes du genre Tetraponera.
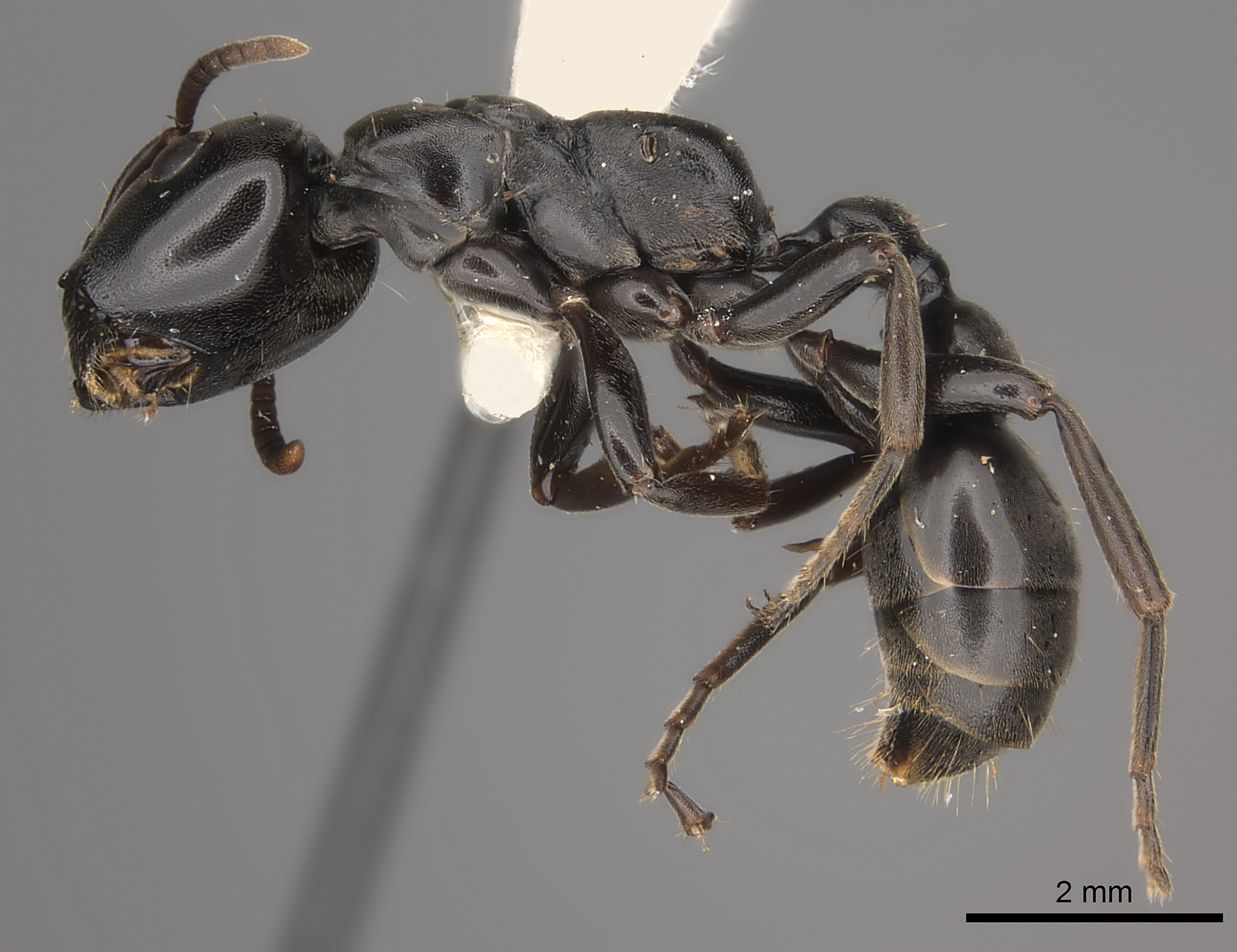
Tetraponera aethiops.
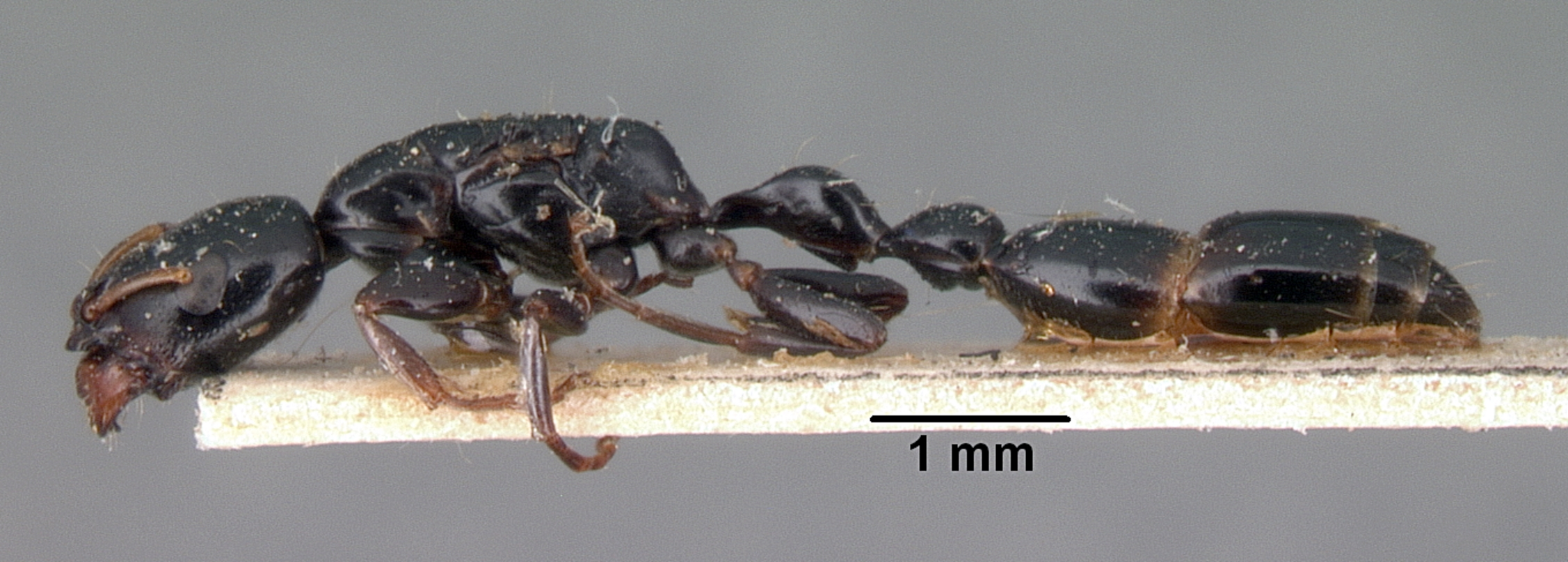
Tetraponera diana.
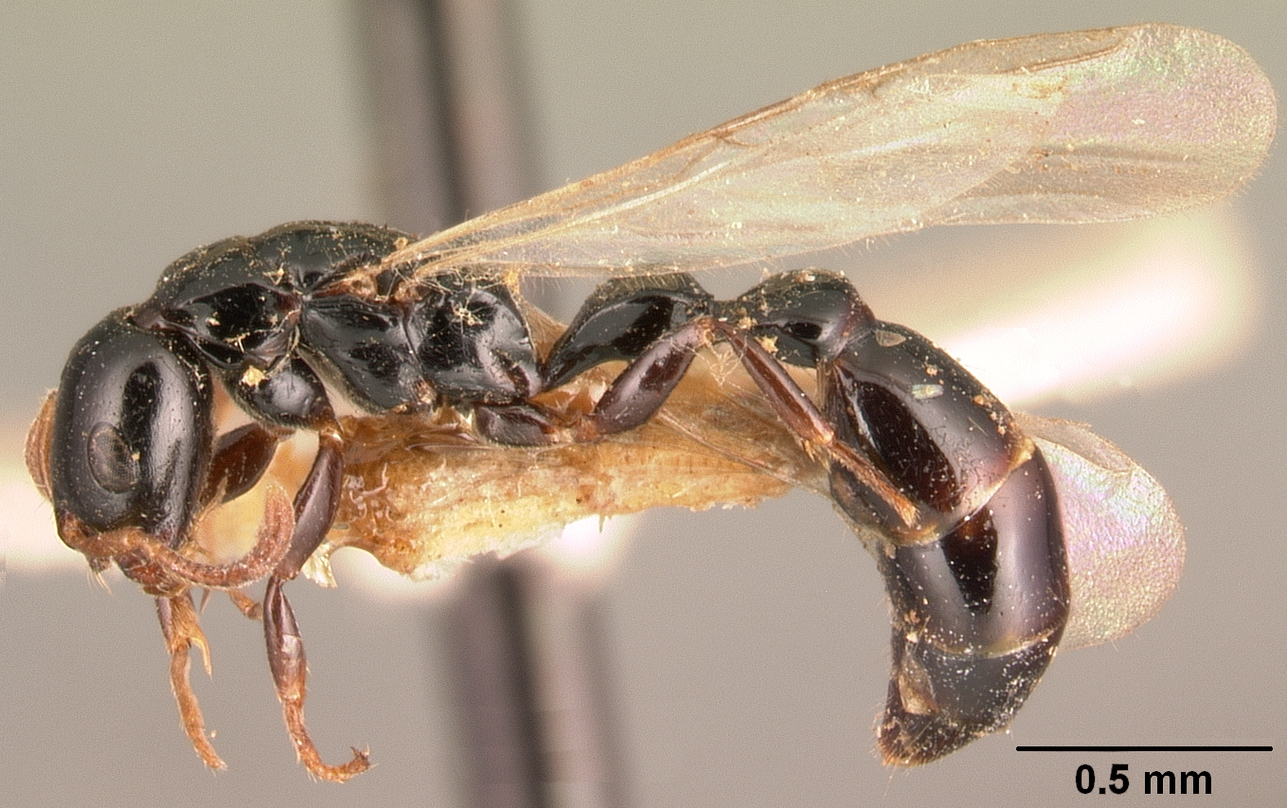
Tetraponera exasciata.
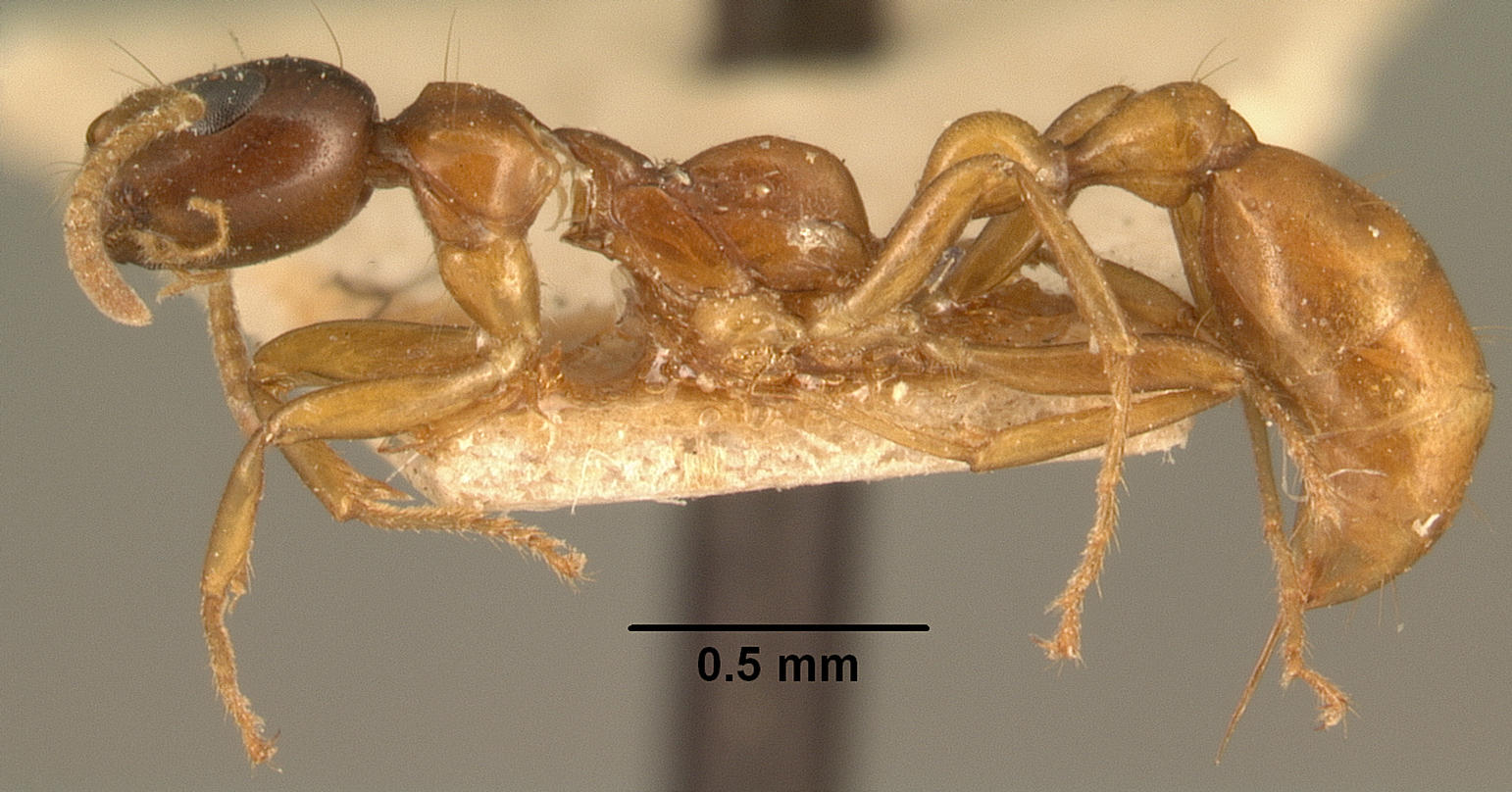
Tetraponera grandidieri.
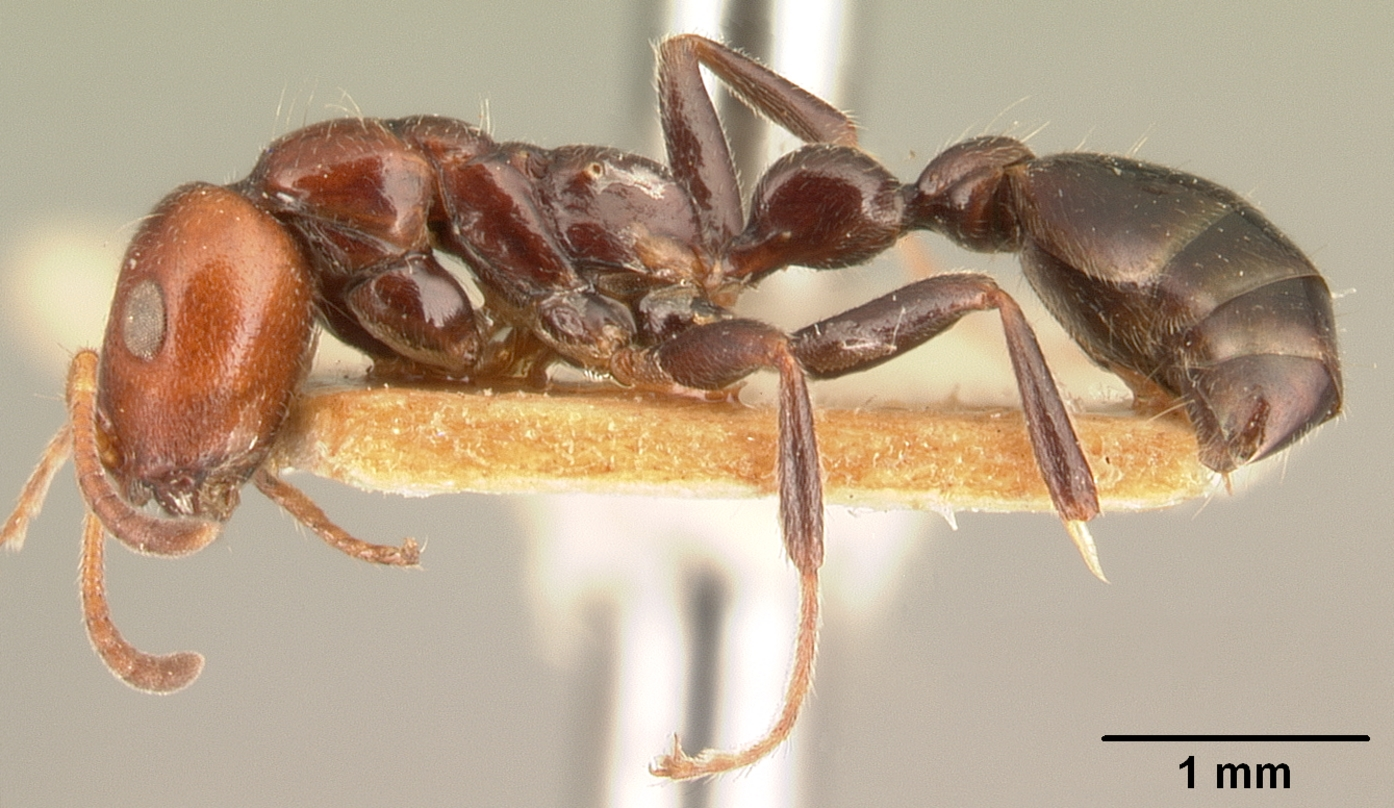
Tetraponera hysterica.
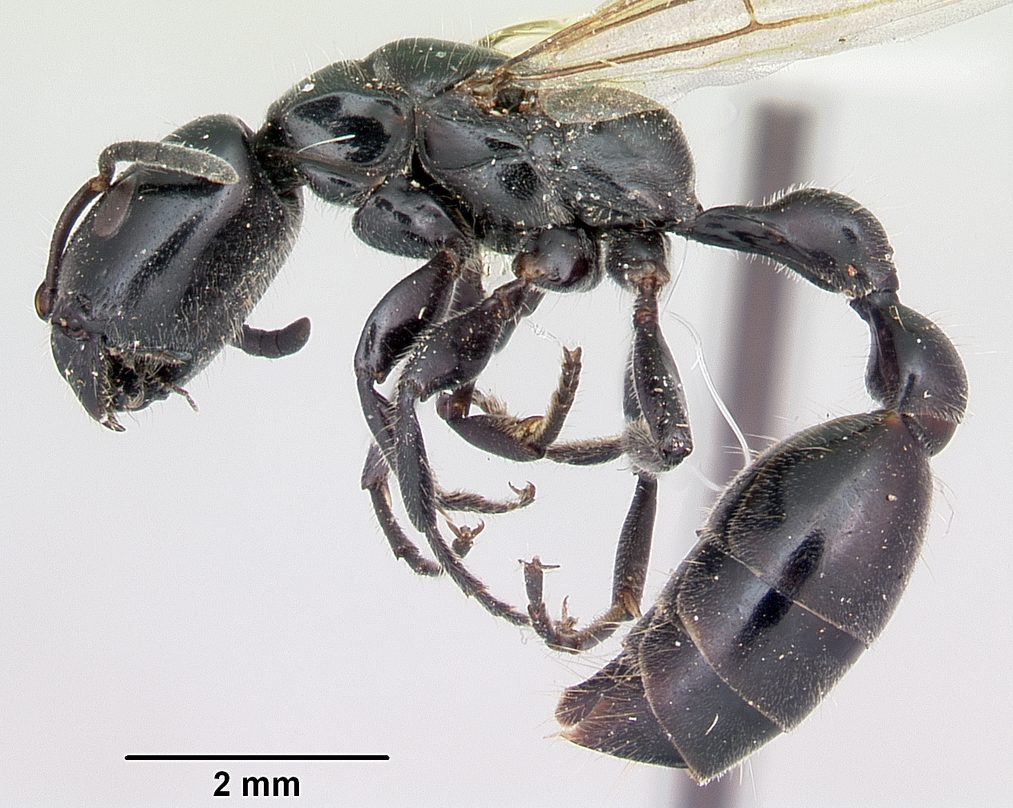
Tetraponera nigra.
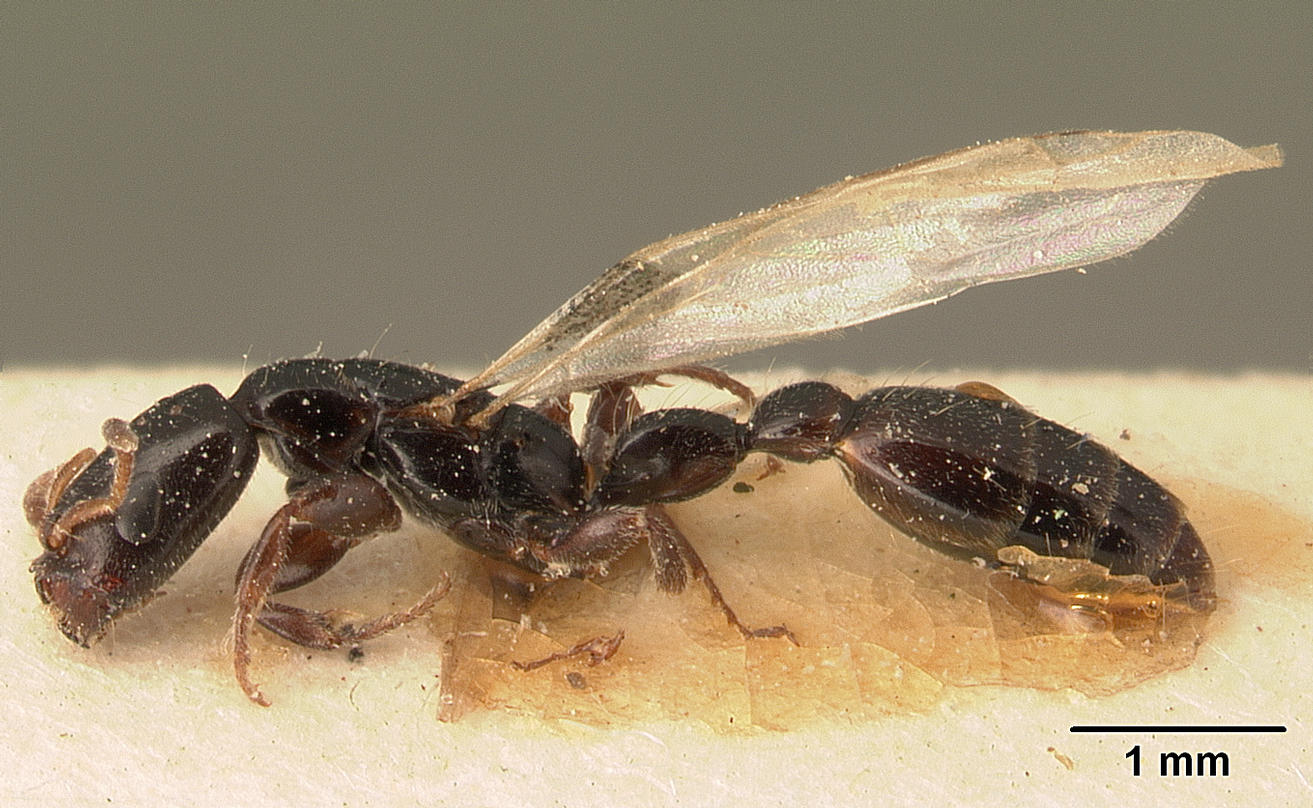
Tetraponera perlonga.
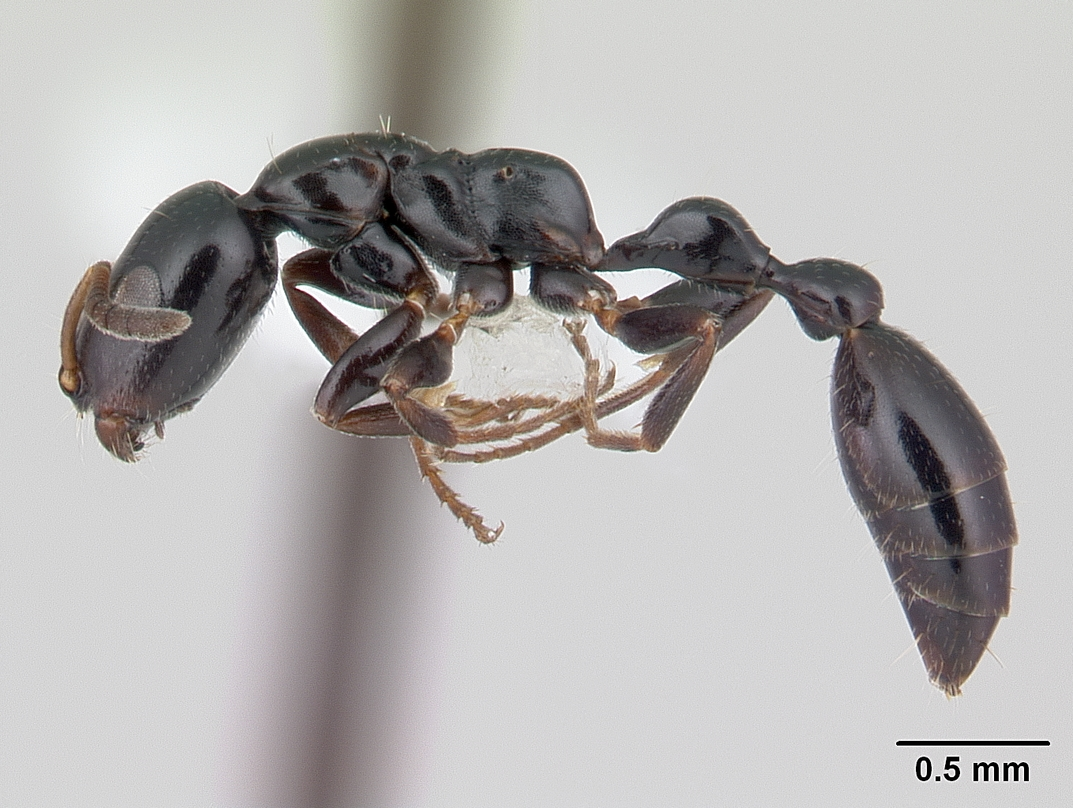
Tetraponera sahlbergii.